# Maiduguri
Maiduguri – miasto w północno-wschodniej Nigerii, stolica stanu Borno.  Miasto znajduje się wzdłuż sezonowej rzeki Ngadda. Maiduguri zostało założone w 1907 roku  przez brytyjski wojskowy posterunek. W mieście znajduje się muzeum i lotnisko. Miasto na rok 2022 liczy 822 tysiące mieszkańców..
W mieście rozwinął się przemysł spożywczy, obuwniczy, chemiczny oraz rzemieślniczy.

## Sport
Na El-Kanemi Stadium swoje mecze rozgrywa El-Kanemi Warriors.